# Królik olbrzym srokacz

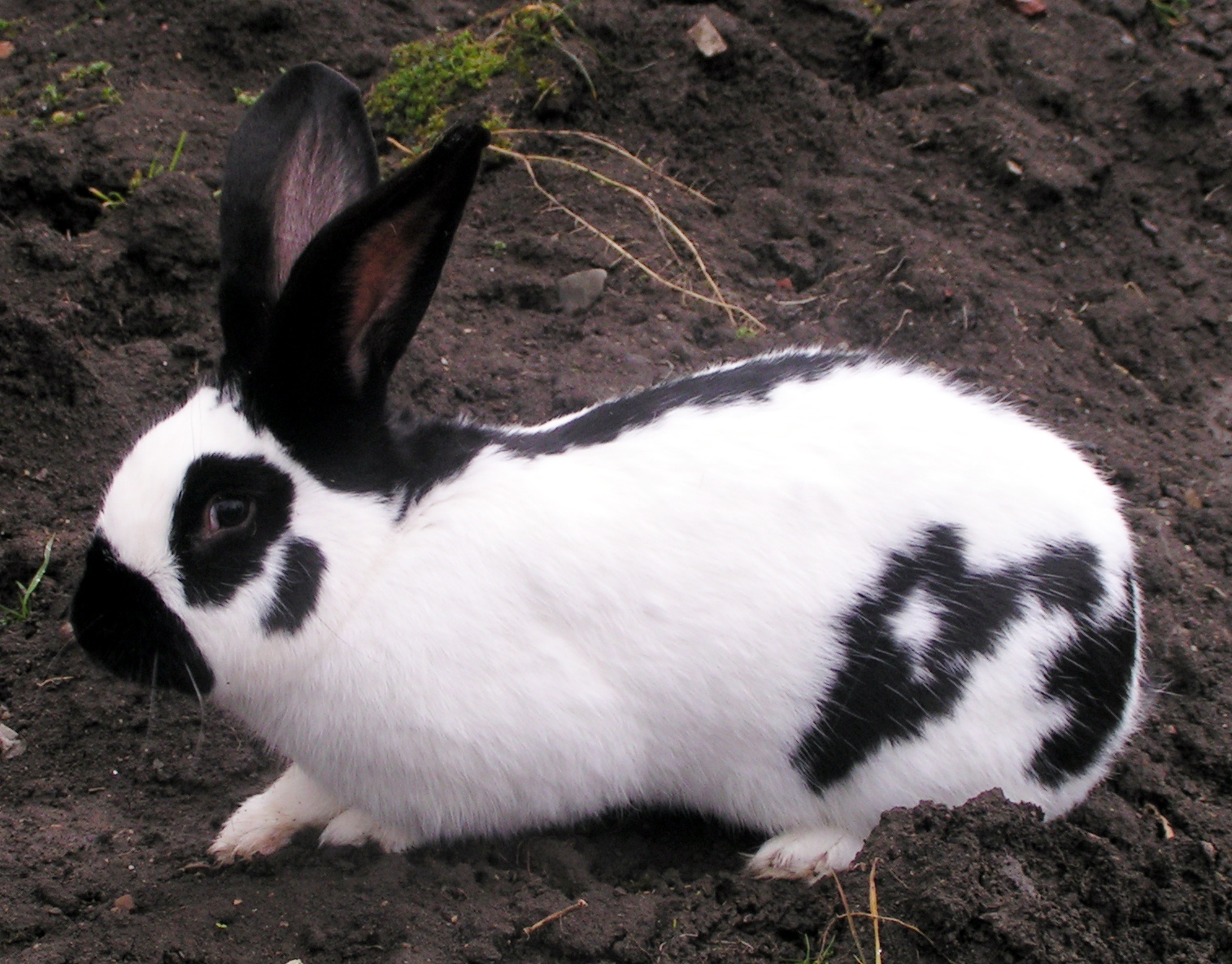
Olbrzym srokacz czarny

Olbrzym srokacz – rasa królika domowego, która została wyhodowana w Anglii, przez krzyżowanie białych olbrzymów belgijskich z lokalnymi rasami o plamistym ubarwieniu.